# Les Hauts-de-Caux
Les Hauts-de-Caux is een gemeente in het Franse departement Seine-Maritime (regio Normandië). De plaats maakt deel uit van het arrondissement Rouen. 

## Geschiedenis
Les Hauts-de-Caux ontstond als fusiegemeente (commune nouvelle)  op 1 januari 2019 ontstaan door de fusie van de gemeenten Autretot en Veauville-lès-Baons. Het achtervoegsel "-Caux" verwijst naar de streek van de Pays de Caux.

## Geografie
De oppervlakte van Petit-Caux bedroeg op 1 januari 2022 11,76 vierkante kilometer; de bevolkingsdichtheid was toen 114,1 inwoners per km².
In de gemeente liggen de dorpen Autretot en Veauville-lès-Baons. Tussen beide ligt het gehucht Alvimbuc. Ten noorden van Veauville ligt het gehucht Houdetot.

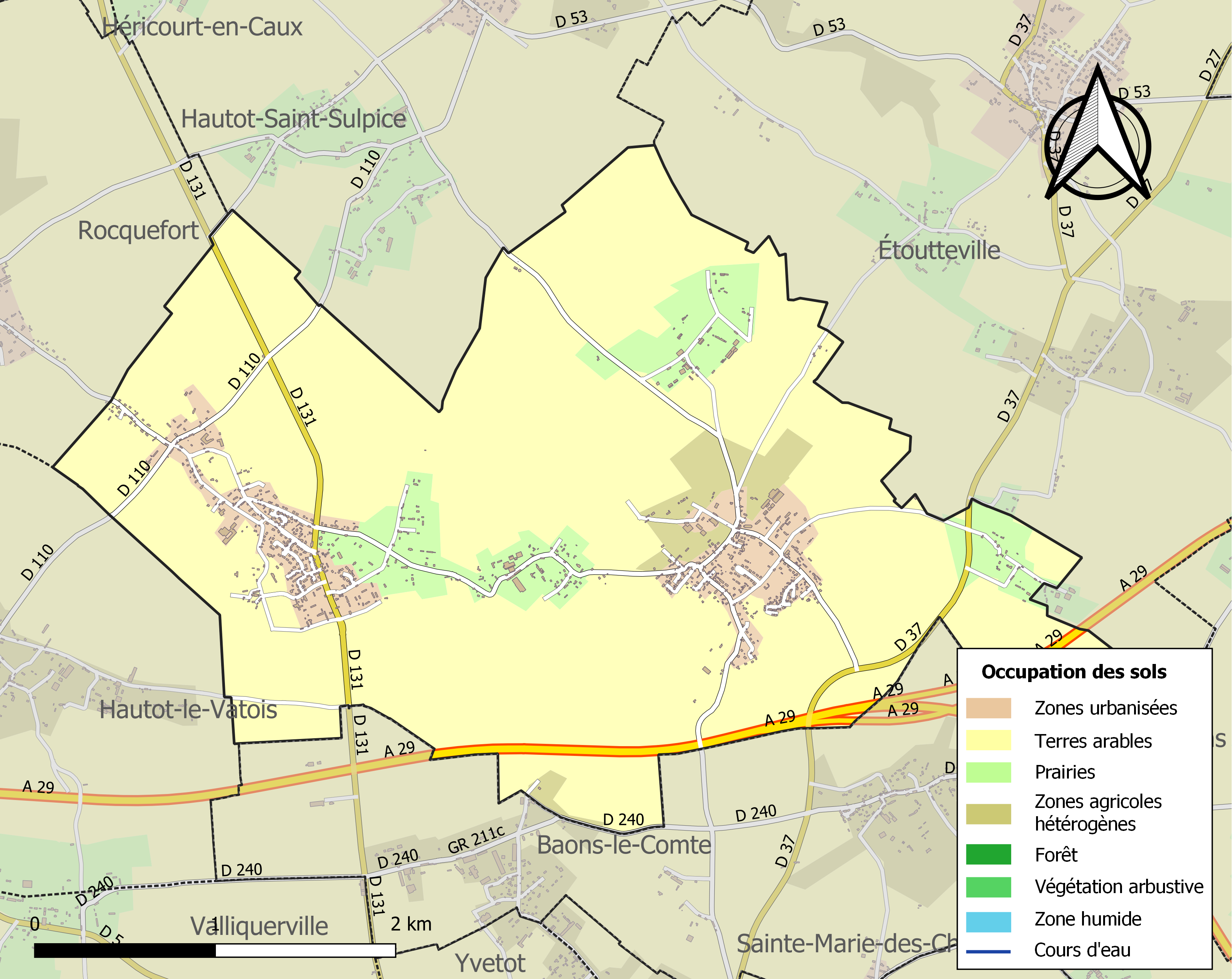
Kaart van de gemeente met de belangrijkste infrastructuur, bodemgebruik en omliggende gemeenten

## Demografie
Onderstaande figuur toont het verloop van het inwonertal (bron: INSEE-tellingen).
Les Hauts-de-Caux telde in 2017 1384 inwoners.